# 주한 벨라루스 대사관
주한 벨라루스 대사관(벨라루스어: Пасольства Рэспублікі Беларусь у Рэспубліцы Карэя, 러시아어: Посольство Республики Беларусь в Республике Корея)은 대한민국 서울특별시 용산구 한남동 746-6에 위치하고 있는 벨라루스 대사관이다. 현직 주한 벨라루스 대사는 안드레이 체르네츠키이다.

## 역사
벨라루스는 1991년 소련에서 독립한 나라로, 동유럽과 아시아를 연결하는 도로와 철도, 가스, 송유관 등이 지나는 교통의 요충지에 자리잡고 있다. 1992년 2월 10일 대한민국과 공식 외교 관계를 수립했고, 조선민주주의인민공화국과는 같은 해 2월 3일 수교했다. 1997년 4월 알렉산드르 루카셴코 대통령이 방한한 이후 긴밀한 협력 관계를 유지하고 있다. 현재 양국 외무부의 차관보와 국장급 협의회가 정기적으로 열리고 있다.

## 주요 업무
주요 업무는 대한민국 정부와의 외교, 교섭, 무역 진흥, 외교 정책과 문화에 대한 홍보, 대한민국 거주 벨라루스 국민의 보호감독 및 여권발급, 국적, 호적 업무, 벨라루스를 여행하는 외국인에 대한 사증발급 등이다.

## 같이 보기
- 대한민국-벨라루스 관계
- 주벨라루스 대한민국 대사관
- 벨라루스의 재외공관 목록
- 대한민국 주재 외국공관 목록